# Пылаев, Максим Андреевич
Максим Андреевич Пылаев (род. 18 апреля 1994, Магнитогорск, Россия) — российский профессиональный баскетболист, играющий на позиции атакующего защитника.

## Карьера
Сезон 2014/2015 провёл в структуре самарского клуба «Красные крылья». В Единой лиге ВТБ Максим сыграл 9 игр, проводя в среднем 12 минут на площадке и набирая 3,6 очка, 2 подбора и 0,9 передачи за игру. В Кубке России выходил на площадку 5 раз, набирая в среднем 7,8 очка, 4,2 подбора и 0,6 передачи за игру. В Единой молодёжной лиге ВТБ Пылаев провёл 29 матчей со средней результативностью 18,4 очка, 8,1 подбора, 2,7 передачи за игру.
В декабре 2014 года был признан «Самым ценным игроком» месяца Единой молодёжной лиги. За этот период Пылаев принял участие в 4 матчах и в среднем набирал 20,5 очка, 11 подборов, 3 передачи и зарабатывал 23,25 за эффективность. По итогам регулярного сезона Максим был включён в символическую пятёрку турнира.
В августе 2015 года подписал контракт на один сезон с екатеринбургским «Уралом».
Перед началом сезона 2017/2018 на сборах в Уфе Пылаев получил травму, и руководство уфимского клуба решило расторгнуть контракт. В ноябре 2017 года, восстановившись после травмы, Максим подписал контракт с «Русичами».
Сезон 2018/2019 Пылаев провёл в «Нефтехимике» и в 49 играх в среднем набирал 13,4 очков, 4 подбора, 2 передачи, 1,1 перехватов, 0,1 блок-шотов. В августе 2019 года продлил контракт с тобольским клубом ещё на 1 сезон. 

## Сборная России
Летом 2015 года Пылаев принял участие в чемпионате Европы (до 20 лет).

## Статистика
| Сезон                                                                                   | Команда        | Лига            | GP | GS | MPG  | FG%  | 3P%  | FT%  | RPG | APG | SPG | BPG | PPG |  |
| 2014/15                                                                                 | Красные крылья | Единая лига ВТБ | 9  | 0  | 12,8 | 32,3 | 36,8 | 62,5 | 2,0 | 0,9 | 0,3 | 0,1 | 3,6 |  |
|                                                                                         |                | Всего           | 9  | 0  | 12,8 | 32,3 | 36,8 | 62,5 | 2,0 | 0,9 | 0,3 | 0,1 | 3,6 |  |
| Наведите курсор мыши на аббревиатуры в заголовке таблицы, чтобы прочесть их расшифровку |                |                 |    |    |      |      |      |      |     |     |     |     |     |  |